# Pia Pillat
Pia Pillat (n. 18 octombrie 1916 - d. 2011) a fost o prozatoare și memorialistă română.

## Familia și primii ani
Este fiica poetului Ion Pillat (1891–1945) și a pictoriței Maria Procopie-Dumitrescu, precum și sora scriitorului Dinu Pillat (1921–1975).
A absolvit Liceul „Regina Maria” și a studiat un an la Facultatea de Litere a Universității din București.
Căsătorită în 1936 cu un aviator, ulterior s-a recăsătorit în 1938 cu omul politic liberal Mihai Fărcășanu, cu care în toamna anului 1946 a fugit din România la bordul unui avion, printr-o trecere a frontierei organizată de ea cu ajutorul ziaristului militar britanic A.T. Cholerton și a diplomatului britanic Ivor Porter⁠(en)[traduceți]. Cei doi au aterizeat în Italia, unde au locuit o scurtă perioadă. De aici au plecat la Paris (1947–1948) și apoi în SUA.
După divorțul de Mihai Fărcășanu din 1955 s-a căsătorit cu medicul englez Anthony Edwards, stabilindu-se în Anglia. După 19 ani de exil, în 1965, după moartea lui Gheorghiu-Dej a revenit pentru prima dată în România, urmând apoi și alte reveniri.
La câțiva ani de la moartea lui A. Edwards (1999), s-a retras într-un sanatoriu din sudul Angliei.

## Cariera
Pia Pillat a început să scrie încă din anii de liceu. Opera ei a fost cunoscută, parțial, abia după căderea comunismului. Romanul, se pare terminat, Zilnic începe viața i-a fost confiscat de Securitate, în 1959, în contextul arestării lui Dinu Pillat, devenind un corp delict în procesul acestuia. Un set de povestiri juvenile, Fata cocorilor, a fost publicat abia în 2006, odată cu romanul autobiografic al evadării ei, Zbor spre libertate (2006, 2007), publicat inițial în Anglia sub titlul The Flight of Andrei Cosmin sub pseudonimul Tina Cosmin (1972).
În SUA Pia Pillat a colaborat cu Europa Liberă, secția română, pentru care a redactat programele politice (1950–1953) și cu Vocea Americii, unde a contribuit cu poeme, povestiri și articole polemice.
Ca soție a lui Anthony Edwards, a lucrat ca traducătoare, profesoară de franceză într-un liceu sau infirmieră la spitalul soțului ei din Birmingham. S-a implicat, ca voluntară aflată sub îndrumarea Organizației Samaritenilor din Hereford, în ajutorarea bătrânilor singuri, a sinucigașilor și a foștilor deținuți folosind numele „Sally”.
Corespondență Piei Pillat din anii de exil cu familia – Biruința unei iubiri (2008), Sufletul nu cunoaște distanțele (2009) și cu Monica Pillat sau Ștefana Velisar – Minunea timpului trăit (2010) a fost publicată în  O trilogie închinată Piei, de către Monica Pillat. Conform lui Dan C. Mihăilescu, Sufletul nu cunoaște distanțele este un adevărat „roman de dragoste epistolar, jurnal de epocă neagră, dar și de zile senine, sumă de modele morale forjate în cultul familiei, al rânduielii și armoniei interioare … [care] ne arată o dată mai mult ce lume deplină am avut și ce nimic ne-a rămas”.